# Briefmarkenalbum

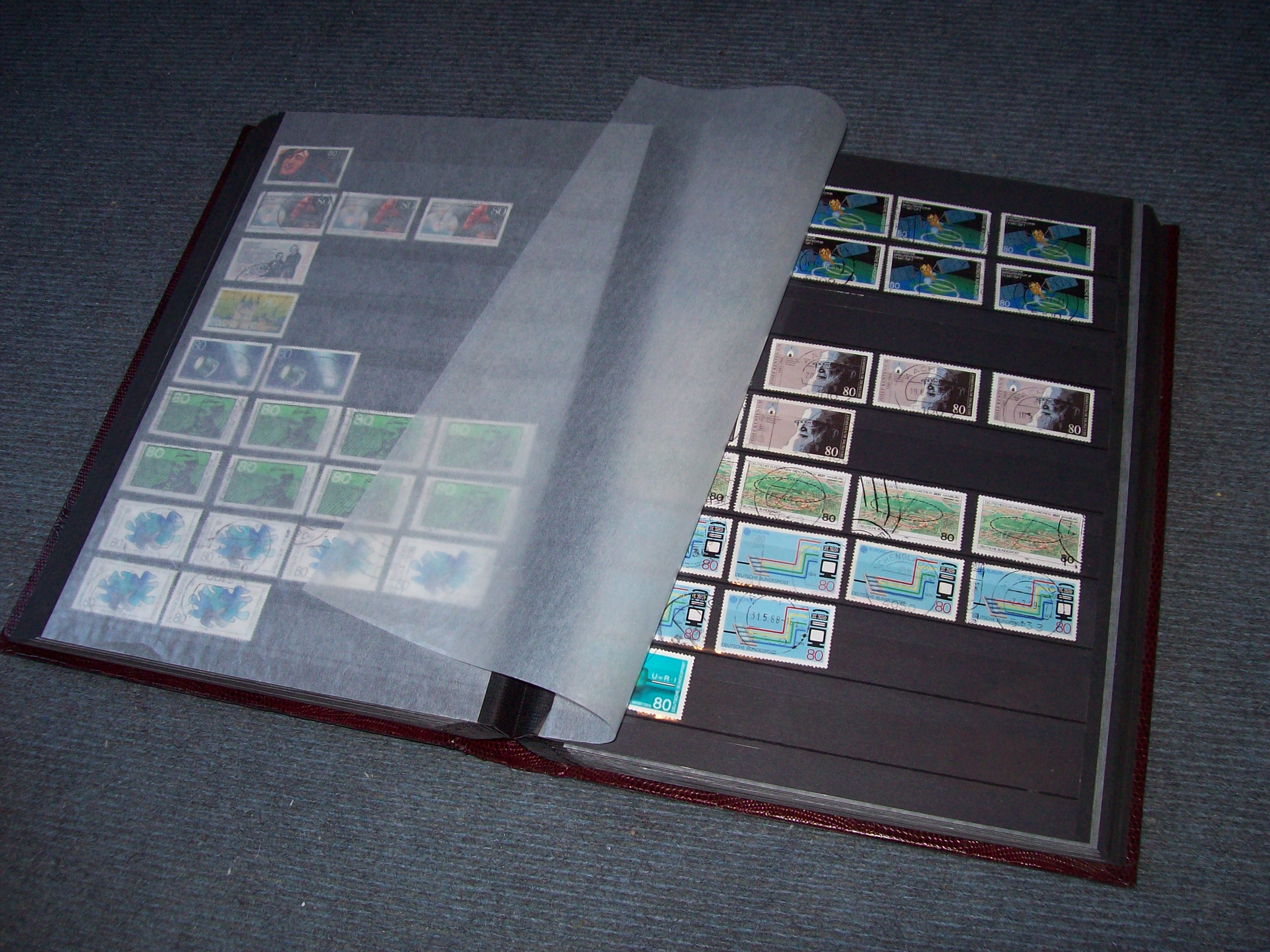
Befülltes Briefmarkenalbum

Ein Briefmarkenalbum ist ein Buch, dessen Seiten zum Aufbewahren und Unterbringen von Briefmarken eingerichtet ist. Wurden in der Anfangszeit des Briefmarkensammelns die Marken auf unterschiedliche Weisen noch direkt in das Briefmarkenalbum eingeklebt, herrschen heute fast ausschließlich Steckalben vor, damit die Sammelobjekte möglichst unbeschädigt bleiben.

## Geschichte
In die ersten Briefmarkenalben, die 1862 erschienen sind, wurden Briefmarken noch direkt hineingeklebt. Die Briefmarkenalben wurden jedoch ständig verbessert. Im Jahre 1881 gab es die ersten Klebefalze zur Befestigung der Briefmarken im Briefmarkenalbum. Kurz darauf erschien das erste Briefmarkenalbum mit Schraubenheftung. Die ersten Briefmarkenalben, die auf die Verwendung eines Falzes verzichteten, kamen nach dem Zweiten Weltkrieg auf den Markt; dies kommt insbesondere dem Sammeln von postfrischen Briefmarken zugute, da die Gummierung besser geschützt ist.

## Einsteckbuch

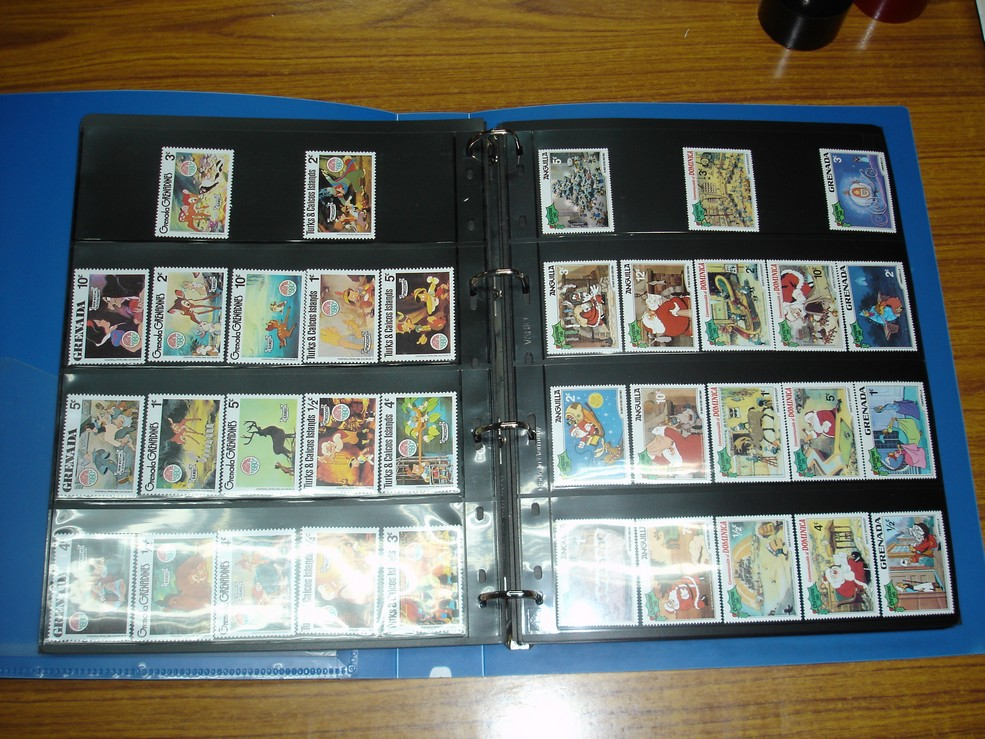
Ringbinder mit Einzelblättern aus Kunststoff

Das klassische Einsteckbuch ist ein gebundenes Buch aus mehreren Seiten, wobei auf jeder kartonierten Seite mehrere durchsichtige Streifen in Zeilen angeordnet sind. Die Streifen können aus dünnem Pergamentpapier oder aus durchsichtiger Kunststofffolie sein. Der Hintergrund ist in weiß oder schwarz gehalten. Die einzelnen Seiten sind mit Schutzblättern aus dünnem Papier überdeckt, sodass sich die eingesteckten Briefmarken beim Zuklappen des Einsteckbuches nicht berühren und beschädigen können.
Häufig markiert ein goldener Zierstreifen die Vorderseite des Einbandes, der Einband selbst ist in Lederimitat, Leinen oder Leinenimitat gehalten. Besonders hochwertige Alben können auch mit einem echten Ledereinband ausgestattet sein. Die verbesserte Version des Einsteckbuchs ist nicht starr gebunden, sondern hat Einzelblätter in einem Klemmbinder oder einem Ringbinder.

## Vordruckalbum
Vordruckalben kamen bereits Anfang des 20. Jahrhunderts auf dem Markt, anfangs wurden die Marken eingeklebt, später mit Falzen versehen und seit Mitte der 1950er-Jahre in Klemmtaschen untergebracht. Vordruckalben sind immer Klemmbinder oder Ringbinder. Die Blätter sind aus dickerem Papier.
Die Gestaltung der Blätter bietet eine gute Orientierung und Strukturierung. Vordruckalben mit großer Tradition, wie Schaubek oder Leuchtturm, setzen in der Anordnung auf Mittelachse und eine konservative Typografie, das Album aus dem Schwanberger Verlag/Michel wandte sich der seit dem 20. Jahrhundert üblicheren modernen Typografie zu, mit links- oder rechtsbündiger Platzierung.
Vordruckalben haben den Nachteil, dass sie wenig Flexibilität in Bezug auf einzelne abweichende Marken bieten, etwa Paare oder Eckrandstücke. Mit Desktop-Publishing- oder Textverarbeitungsprogrammen können Sammler relativ einfach auch eigene Blätter für solche Briefmarkenalben selbst gestalten. Im Internet sind auch bereits entsprechende elektronische Vorlagen zu finden, die am PC leicht auf die eigenen Bedürfnisse angepasst und dann ausgedruckt werden können.